# Andrei Palii
Andrei Palii (n. 1 mai 1940, Scorțeni, județul Orhei, Regatul României – d. 25 februarie 2021, Chișinău, Republica Moldova) a fost un agronom din Republica Moldova, specialist în genetică, care a fost ales ca membru corespondent al Academiei de Științe a Moldovei.

## Biografie[1]
S-a născut în data de 1 mai 1940 în satul Scorțeni, județul Orhei, Regatul României (astăzi în raionul Telenești, Republica Moldova).

### Educație
După absolvirea școlii de 7 ani din satul natal, urmează studiile la Tehnicumul Agricol din Cucuruzeni, raionul Orhei, pe care 1-a absolvit cu mențiune în 1958.
În anul 1964 absolvește cu mențiune Facultatea de Agronomie a Institutului Agricol ,,M.V. Frunze" din Chișinău. Din 1965 s-a dedicat cercetarilor științifice în domeniul geneticii și ameliorării plantelor, fiind aspirant la Secția de Genetică a plantelor din cadrul Academiei de științe a Moldovei. După absolvirea aspiranturii a ocupat prin concurs fincția de colaborator științific inferior (1968-1971), iar apoi colaborator științific superior (1971 - 1974) în aceeași Secție de Genetică a plantelor a AȘM.
Și-a susținut teza de candidat în științe agricole (doctor în științe) la Chișinău în anul 1970 cu tema: „Jzucenie tipa țitoplazmi, urovnea nasâșcenia i vliania mesta reproducții sterilinâh analogov linii cucuruzî pri ih ghibridizații".

### Activitate profesională
Între anii 1974-1975 a fost șef de laborator la Institutul de Cercetări științifice pentru Porumb și Sorg (AȘP ,,Hibrid", actualmente Institutul Fitotehnie ,,Porumbeni").
În anul 1975, este ales prin concurs în funcție de conferențiar universitar la catedra de Ameliorare și Producerea semințelor a Institutului Agricol din Chișinău.
Gradul științific de doctor in biologie (doctor habilitat în științe) 1-a obtinut în anul 1984 la Institutul Ucrainean de Cercetări științifice in Fitotehnie, Ameliorare și Genetica “B. Iuriev" din Harcov pe tema: ,,Ulucișenie cacestva zerna cucuruzî selectionno-gheneticeschimi metodami".
În mai 1986, a fost ales prin concurs profesor universitar la catedra de Ameliorare și Producerea Semințelor. A activat în calitate de șef al catedrei de Ameliorare, Genetică și Biotehnologie a culturilor agricole a Universitații Agrare de Stat din Moldova între anii 1989-2001 și 2006-2021. A predat cursurile de genetică generală, evoluționism și ameliorarea specială a plantelor.
Între anii 1989-2006, activează în funcție de decan a facultății de Agronomie a UASM.
La etapa inițială de încadrare în lucru științific, Andrei Palii a efectuat importante investigații în condițiile Moldovei și ținutului Krasnodar cu privire la controlul genetic și utilizarea în practică a diferitor tipuri și surse de androsterilitate citoplasmică la porumb.
Începând cu anul 1968 până în 2021, a acordat o deosebită atenție cercetărilor teoretice și practice consacrate studiului și utilizării variabilității genetice în procesul de ameliorare a porumbului pentru calitatea bobului.

### Activitate genetică și de cercetare
În urma cercetărilor efectuate a creat o colecție de circa 400 analogi linii consangvinizate, ce conțin în genotipul lor genele o2, fl2, wx, su2, care se folosește pe larg în programele de genetică și ameliorarea calității bobului de porumb, atît în republică, cît și în alte instituții peste hotare. Pentru prima dată a descoperit o genă nouă a endospermului – cfl2, care condiționează manifestarea fenotipică a genei fl2 într-o singură doză și un conținut sporit de lizină și meteonină în bob. A depistat noi surse genetice cu un conținut înalt de lizină în bob, inclusiv cinci, care au în genotipul lor alela o2 și două – alela fl2. Utilizarea diferitor metode genetice și de ameliorare a permis crearea unui bogat material inițial pe baza căruia au fost obținute cîteva variante de hibrizi speciali de porumb.
Cercetările sale s-au finalizat prin crearea și omologarea în Republica Moldova a 4 hibrizi speciali de porumb: Moldovenesc 423 L, Chișinău 307 L P, Chișinău 297 wx, Chișinău 401L. Prof. univ. A. Palii este de asemenea coautor a 2 soiuri de grîu durum de toamnă și 2 soiuri de soia, omologate în republică, dispune de 1 brevet de invenție. A publicat 190 lucrări științifice, inclusiv o monografie în editurile din Moldova, Romania, Rusia, Ucraina, Belarusi, Ungaria, SUA, Grecia, Iugoslavia, Japonia, etc. A participat la diferite Congrese și Conferințe republicane și internaționale.

### Conducător și mentor de doctoranzi
Sub conducerea profesorului A.Palii  au fost pregătiți 2 doctori habilitați în științe și 9 doctori în științe, inclusiv 3 cetățeni din alte țări. În prezent este conducător științific a 3 doctoranzi.

### Decesul
A decedat în data de 25 februarie 2021, la vârsta de 80 de ani.

## Recunoaștere, merite, decorații, medalii
Ca o recunoaștere a meritelor sale în cercetările de genetică vegetală și activitate didactică în 1998 prof.univ. A. Palii devine academician al Academiei Internationale de științe Ecologice și Securitate Vitală, în anul 2000 - academician al Academiei Internaționale în domeniul Invățământului Agrar, iar în anul 2007 – membru correspondent al AȘM la specialitatea - Genetică.
Este decorat cu medalia „Meritul Civic” (1993), ordinul „Gloria Muncii” (2005), Medalia „60 de ani a AȘM” (2006).
Prof. univ. A. Palii este membru al Consiliului Național pentru Acreditare și Atestare, membru al Asambleei Academiei de Științe a Republicii Moldova, membru al Consiliului Național pentru soiurile de plante, membru al colegiului de redacție a revistei „Știința Agricolă”.

## Lucrări publicate (selecție)
A publicat circa 40 lucrări didactico-metodice, inclusiv două manuale. În anul 1998 a editat primul manual „Genetica”, în limba română pentru studenții facultăților de biologie din republică apreciat cu Premiul Național pentru Știință și Tehnică (2004).
Dintre lucrările mai importante publicate, se pot menționa.
- Palii, Andrei - Gheneticeschie aspectî ulucișenia cacestva zerna cucuruzî, Chișinev, Editura Știința, 1989
- Palii, Andrei - Genetică, Chișinău, Editura Muzeum, 1998, 351 de pagini
- Palii, Andrei, Galina Comarov, Angela Lozan și Vasile Scorpan, Biotehnologii moderne în fitotehnie și biosecuritate, Chișinău, 2004, 230 de pagini
- Palii, Andrei - Ameliorarea plantelor. Chișinău, Tipogr. Foxtrot, 2014, 216p.